# 関義長
関 義長（せき よしなが、1892年（明治25年）6月20日 - 1970年（昭和45年）7月12日）は、日本の技術者、実業家。三菱電機会長を務めた。

## 人物・経歴
徳島県知事、山形県知事等を務めた関義臣男爵の次男（庶子）として生まれる。貴族院議員関義寿男爵は異母兄。
- 1915年 - 東京帝国大学電気工学科卒業、三菱合資入社。
- 1931年 - 三菱電機神戸製作所工作課長主任。
- 1936年 - 三菱電機神戸製作所副所長。1941年三菱電機伊丹製作所所長。
- 1943年 - 三菱電機取締役。
- 1945年 - 三菱電機常務取締役。1949年三菱電機副社長。
- 1956年 - 三菱電機社長。
- 1958年 - 三菱原子力工業社長。
- 1964年 - 三菱電機会長。
- 1968年 - 三菱電機相談役[2][3]。